# Päpser Bach
Der Päpser Bach ist ein etwa 6 km langes Fließgewässer im östlichen Bereich des Landkreises Diepholz in Niedersachsen.
Der Päpser Bach hat seine Quelle östlich von Harbergen. Er fließt von dort in nordwestlicher Richtung, dann durch Staffhorst und Päpsen und danach in südlicher Richtung weiter. Er mündet östlich von Päpsen und nördlich von Siedenburg als ein linker Nebenfluss in die Siede, einem Nebenfluss der Großen Aue.